# Karl Philipp Lüderitz
Karl Philipp Lüderitz (* 24. Juni 1817 in Dannenberg bei Lüneburg; † 17. Oktober 1900 in Altenau im Harz) war königlich hannoverischer Oberstleutnant, später königlich preußischer Generalleutnant und zuletzt Oberlandstallmeister.

## Leben

### Herkunft
Seine Eltern waren der braunschweigische Major Fritz Lüderitz († 5. November 1855) und dessen Ehefrau Karoline Grote († 7. Februar 1846).

### Militärlaufbahn
Er erhielt seine schulische Bildung auf dem Gymnasium in Celle. Nach seinem Abschluss ging er am 14. Dezember 1835 als Kadett in das hannoverische Regiment Königsdragoner. Dort wurde er am 3. Januar 1838 zum Seconde-Lieutenant und am 10. August 1842 zum Premier-Lieutenant und Regimentsadjutant ernannt. Während des ersten schleswigschen Krieges von 1848 kämpfte er im Gefecht beim Kloster Lügum. An 4. November 1848 wurde er dann in das Regiment der Cambridgedragoner versetzt. Dort wurde er am 14. April 1852 zum Rittmeister und am 27. Mai 1855 zum Eskadronschef ernannt. 1859 erhielt er denn Guelphen-Orden. Am 24. März 1860 kam er dann als Major in das Regiment der Königinhusaren. Dort wurde er am 25. Mai 1866 zum Oberstleutnant befördert und am 19. Juni 1866 zum Remontedirektor ad Interim ernannt.

Während des Deutschen Krieges kämpfte er gegen die Preußen und war auch beim Pyrrhussieg der Hannoveraner in der Schlacht bei Langensalza beteiligt. Nach der Annexion durch Preußen, wurde er am 3. Januar 1867 auf sein Ansuchen aus hannoverischen Diensten verabschiedet. Bereits am 9. März 1867 wurde er in die preußische Armee übernommen, wo er als Oberstleutnant in das 9. Dragoner-Regiment aggregiert, aber gleich in die Abteilung für das Remontewesen in das Kriegsministerium abkommandiert wurde. Am 3. Januar 1868 wurde er mit dem Rang eines Regimentskommandeurs Präses der 4. Remonte-Ankaufskommission, dazu wurde er à la suite des 9. Dragoner-Regiments gestellt. Als solcher wurde er am 22. März 1868 zum Oberst befördert und am 17. Januar 1869 mit dem Roten Adlerorden 4. Klasse ausgezeichnet. Am 20. Dezember 1871 trat er von seiner Stellung als Präses der 4. Remonte-Ankaufskommission zurück, stattdessen wurde er mit der Uniform des 9. Dragoner-Regiments zu den Offizieren à la suite der Armee versetzt und am 24. Dezember 1871 zum Oberlandstallmeister ernannt. Er erhielt am 22. März 1873 den Charakter als Generalmajor und am 14. Februar 1878 auch das Patent als Generalmajor. Am 15. Mai 1883 bekam er den Charakter als Generalleutnant und feierte am 14. Dezember 1885 sein 50-jähriges Dienstjubiläum. Am 3. September 1887 schied er mit Datum zum 1. Oktober 1887 aus dem Dienst als Oberlandstallmeister aus und wurde zur Disposition gestellt.

Er starb am 17. Oktober 1900 in Altenau im Harz und wurde in Hannover beigesetzt.

### Familie
Er heiratete am 4. August 1861 in Nienburg Eleonore Auguste Wesemann (* 8. Dezember 1823; † 6. Mai 1915), eine Tochter des Kaufmanns Karl Dietrich Wesemann.